# Mike Webster
Michael Lewis Webster, detto Iron Mike (Tomahawk, 18 marzo 1952 – Pittsburgh, 24 settembre 2002), è stato un giocatore di football americano statunitense che ha giocato nel ruolo di centro dal 1974 al 1990 per i Pittsburgh Steelers e i Kansas City Chiefs nella National Football League (NFL). Membro della Pro Football Hall of Fame, "Iron Mike" fu l'ancora della linea offensiva degli Steelers durante le loro quattro vittorie del Super Bowl tra il 1974 e il 1979 ed è considerato da alcuni il miglior centro della storia della NFL.

## Carriera professionistica
Webster, stella dei Wisconsin Badgers dell'Università del Wisconsin, fu scelto nel corso del quinto giro del Draft NFL 1974 dai Pittsburgh Steelers. Utilizzato come centro e guardia di riserva e guidato dal veterano Ray Mansfield, Mike divenne il centro titolare della squadra nel 1976, e lo rimase per 150 gare consecutive fine al 1986. In quegli anni vinse quattro Super Bowl con gli Steelers: Mike e Terry Bradshaw sono considerati una delle accoppiate centro-quarterback più conosciute della storia della lega. Webster fu inserito nove volte nella formazione ideale della stagione All-Pro ed è stato convocato nove volte per disputare il Pro Bowl. Webster era conosciuto per giocare in maniche corte per intimidire gli avversari, anche nel corso dei più freddi pomeriggi invernali di Pittsburgh. Webster è anche forse il più conosciuto tra una dinastia di centri All-Pro degli Steelers. Dal 1964 al 2006, solo quattro uomini sono partiti come titolari in quella posizione: Mansfield, Webster, Dermontti Dawson e Jeff Hartings. Nel suo ultimo anno a Pittsburgh, Webster ricambiò il favore con l'allora rookie (e futuro hall of famer) Dawson nello stesso modo in cui Mansfield si era occupato di Webster all'inizio della sua carriera.
Webster divenne free agent dopo la stagione 1988. Firmò coi Kansas City Chiefs, che inizialmente lo nominarono allenatore della linea offensiva, prima di farlo tornare in campo come centro titolare. La sua carriera terminò alla fine della stagione 1990, con un totale di 245 partite disputate. All'epoca del ritiro, Mike era l'ultimo membro rimasto attivo della formazione degli Steelers che aveva trionfato in quattro Super Bowl. È il giocatore ad aver disputato più stagioni della storia con gli Steelers con 15, una più di Hines Ward.
Malgrado la politica degli Steelers sia di non ritirare ufficialmente i numeri di maglia, il numero 52 di Webster non è stato più utilizzato ed è generalmente ritenuto che nessuno lo indosserà mai più.

## Malattia e morte
Disturbi già presenti verso la fine della carriera divennero più evidenti dopo il suo ritiro. Webster soffrì di amnesia, depressione e una forma di demenza, oltre a dolori cronici a ossa e muscoli. Abbandonata la famiglia, trascorse gli ultimi anni della sua vita dormendo in auto o in stazioni del treno, malgrado molti amici gli avessero offerto aiuto. Fu assistito dal figlio più giovane, Garrett, fino a quando nel 2002 morì di attacco di cuore. Dopo la sua morte, le analisi del neuropatologo Bennet Omalu portarono a diagnosticare in Webster e altri ex-giocatori di football americano morti precocemente la presenza di un'encefalopatia traumatica cronica dovuta ai ripetuti traumi alla testa, denominata CTE, caratteristica di sport quali il pugilato.
Le ricerche di Omalu furono ignorate dalla NFL fino al 2009, quando l'autopsia del wide receiver Chris Henry, morto a soli 26 anni, evidenziò anche in lui la presenza della malattia. La storia di Omalu fu riportata dalla giornalista Jeanne Marie Laskas in un articolo dello stesso anno su GQ che fece scalpore, diventando poi il soggetto del film Zona d'ombra.

## Palmarès

### Franchigia
- Super Bowl : 4

Pittsburgh Steelers: IX, X, XIII, XIV
- American Football Conference Championship: 4

Pittsburgh Steelers: 1974, 1975, 1978, 1979

### Individuale
- (9) Pro Bowl (1978, 1979, 1980, 1981, 1982, 1983, 1984, 1985, 1987)
- (9) All-Pro (1977, 1978, 1979, 1980, 1981, 1982, 1983, 1984, 1985)
- PFWA All-Rookie Team - 1974
- Formazione ideale del 75º anniversario della NFL
- Formazione ideale della NFL degli anni 1970
- Formazione ideale della NFL degli anni 1980
- Classificato al #68 tra i migliori cento giocatori di tutti i tempi da NFL.com
- Formazione ideale del 100º anniversario della National Football League
- Pro Football Hall of Fame